# Langstaartschubdier
Het langstaartschubdier (Phataginus tetradactylus, voorheen Uromanis tetradactyla) is een schubdier dat leeft in het westen en het midden van Equatoriaal Afrika.

## Leefwijze
Hij leeft voornamelijk in bomen, en dat is te zien aan de lange grijpstaart en de krachtige, omgebogen klauwen. Met een staart die twee keer zo lang is als zijn lichaam, houdt hij zich aan de takken vast. Hij is vooral 's nachts actief, maar soms zoekt hij ook overdag naar de boomnesten van mieren en termieten, die hij openscheurt en waarna hij de insecten met zijn kleverige, lange tong oplikt. Hij verdedigt zich door met zijn staart te slaan.

## Voortplanting
Het vrouwtje werpt in een holle boomstam een jong dat direct kan zien en actief is. Het jong kan al na enkele dagen met zijn moeder mee klimmen en aan zijn staart hangen.